# Fra Martino

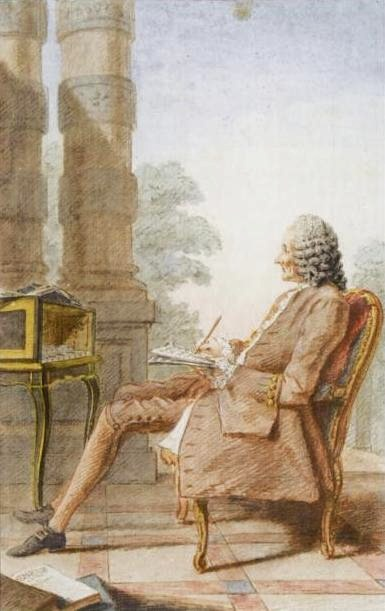
Jean-Philippe Rameau, 1760

Fra Martino (campanaro), nell'originale francese Frère Jacques, è una filastrocca ed una canzone popolare francese, famosa in tutto il mondo in differenti versioni. Il suo motivo può anche essere cantato a canone. Nel 2014 la musicologa francese Sylvie Boissou ha attribuito la composizione a Jean-Philippe Rameau. 
La melodia di Frère Jacques è stata rielaborata in forma di marcia funebre dal compositore Gustav Mahler nel terzo movimento della sua Sinfonia n. 1 (Titano).

## Curiosità
La canzone in versione italiana è stata cantata dal primo sintetizzatore vocale italiano, MUSA di CSELT nel 1978.
Nel 2023 il girl group coreano NMIXX ha usato inserito questo canone nel ritornello del brano Young Dumb Stupid. Il testo recita:
— Young, Dumb, Stupid | Young Dumb, Stupid

But who cares? | But who cares?

We're fearless, do whatever we want

Ding dang dong | Ding dang dong —
Questa è la traduzione inglese, il testo, come in molti brani k-pop è in Konglish, un misto di coreano e inglese.

Nonostante la partitura preveda che le note corrispondenti al "Din don dan" siano Do-Sol-Do (considerando il brano eseguito in Do maggiore), è molto comune sentir intonare Re-Sol-Do: quest'ultima sequenza è però da considerarsi scorretta, in quanto il Re risulterebbe in dissonanza con le altre voci del canone.